# Majel Barrett
Majel Barrett-Roddenberry, född Majel Leigh Hudec 23 februari 1932 i Cleveland i Ohio, död 18 december 2008 i Bel Air i Los Angeles i Kalifornien (leukemi), var en amerikansk skådespelare och filmproducent. Hon var gift med Star Trek-skaparen Gene Roddenberry.

Som resultat av hennes giftermål med Gene Roddenberry och faktumet att hon har medverkat i varje Star Trek-serie gör att hon ibland kallas "The First Lady of Star Trek" (ungefär "Star Treks första dam" vilket refererar till USA:s First Lady).

Barrett och Roddenberry gifte sig i Japan 6 augusti 1969 efter att Star Trek: The Original Series hade avslutats.

## Biografi
Majel Barrett föddes vid namn Majel Leigh Hudec 1932 i Cleveland i Ohio i USA, där hon också växte upp. Trots att hennes tankar till en början kretsade kring skådespeleri så läste hon juridik i ett år, för att bli juridisk kontorist. Icke desto mindre så flyttade hon till New York och började arbeta som skådespelerska. Under den här tiden (1955) så dödades hennes far, polismannen William Hudec, i tjänst när ett passagerartåg krockade med polisambulansen.

Producenten Eugene "Rod" Roddenberry Jr., Barrett och Roddenberrys son, föddes 5 februari 1974. Barrett dog av leukemi 18 december 2008 i sitt hem i Bel Air, Kalifornien. Celestis Inc., ett företag som specialiserat sig på "minnesvärda rymdflygningar", planerar att under 2014 sända upp kvarlevorna av Barrett och Roddenberry i rymden. Dessa kommer att färdas allt längre bort och aldrig återvända till Jorden. Skådespelaren James Doohan, som spelade Montgomery "Scotty" Scott i Star Trek fick sin aska uppskjuten 2007, men den återvände till Jorden med fallskärm efter femton minuter.

### Star Trek
Barrett är den person som obestridligt förekommit oftast i Star Trek då hon har rollen som datorröst i Star Trek: The Original Series, Star Trek: The Animated Series, Star Trek: The Next Generation, Star Trek: Deep Space Nine, Star Trek: Voyager, Star Trek: Enterprise samt i de flesta av Star Trek-filmerna. Hon spelade "Number One" i pilotavsnittet The Cage 1965 och senare sjuksyster Christine Chapel, båda karaktärer i The Original Series.

Roddenberry valde 1964 ut Barrett att spela den icke-namngivna första officeren Number One i det första av de två pilotavsnitten. TV-nätverket NBC förkastade The Cage, men gav Roddenberry en andra chans att producera ett andra pilotavsnitt. Emellertid så bad cheferna honom att selektera bort "the devilish-looking" Spock (spelad av Leonard Nimoy) och Barretts Number One-karaktär. De hävdade att publiken aldrig skulle acceptera en kvinna som näst högsta befäl på ett skepp. Roddenberry insisterade på att behålla Spock, men gick med på att släppa Number One. Barrett Roddenberry "kept the Vulcan and married the woman, 'cause he didn't think Leonard [Nimoy] would have it the other way around".
Sjuksköterskan Christine Chapel, som Barrett återkommande spelade i efterföljande avsnitt, var känd för sin obesvarade kärlek till den till synes känslolöse Spock. I sex avsnitt av The Next Generation och i tre avsnitt av Deep Space Nine, spelade hon den telepatiska ambassadören Lwaxana Troi, Deanna Trois mor. Hennes röst hördes också i olika datorspel och programvaror relaterade till Star Trek.